# 1-й Донський козачий полк
1-й Донський козачий полк імені отамана М.І. Платова (рос. 1-й Донской казачий полк имени атамана М.И. Платова) — російський колабораційний військовий підрозділ донських козаків у війську Третього Рейху періоду Другої світової війни.

## Історія
Полк сформували у листопаді 1942 в Новочеркаську у підпорядкуванні Штабу Війська Донського. Складався з 400—900 осіб під командуванням отамана Сергія Павлова. 
12-13 лютого 1943 контратака 300 козаків зупинила наступ Червоної армії на паровозобудівний завод Новочеркаська. При відступі біля Матвієвого кургану був розбитий. Рештки полку приєднались до загону отамана С. В. Павлова, на базі якого утворили Козачий Стан.